# Stockholm-Syndrom
Unter dem Stockholm-Syndrom wird jenseits fachwissenschaftlicher Diskurse ein psychologisches Phänomen verstanden, bei dem Opfer von Geiselnahmen ein positives emotionales Verhältnis zu ihren Entführern aufbauen. Dies könne dazu führen, dass die Opfer mit den Tätern sympathisieren und mit ihnen kooperieren. Geprägt wurde der Begriff 1973 von einem schwedischen Polizeipsychologen. Seitdem wird er medial popularisiert, obwohl sich empirisch keine entsprechenden Nachweise finden lassen und die Existenz eines solchen Syndroms wissenschaftlich überwiegend angezweifelt wird.

## Wortherkunft
Der Begriff Stockholm-Syndrom, der als Syndrom in einschlägigen medizinisch-diagnostischen Klassifikationssystemen wie dem ICD-11 nicht verzeichnet ist, geht auf die Geiselnahme am Norrmalmstorg vom 23. bis 28. August 1973 in der schwedischen Hauptstadt Stockholm zurück, die seinerzeit in den „Mittelpunkt der öffentlichen Berichterstattung“ geriet.

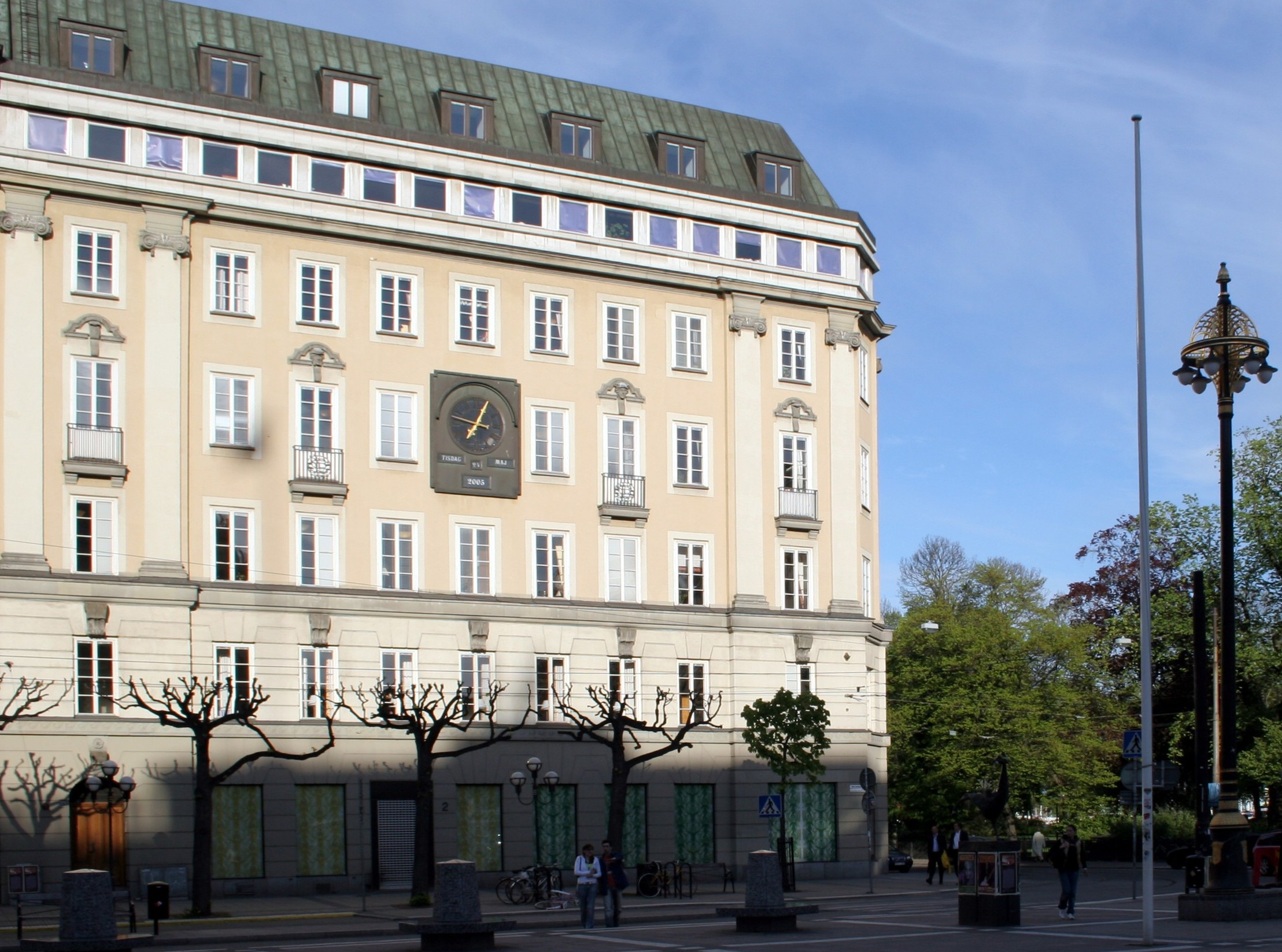
Das ehemalige Kreditbanken-Gebäude in Stockholm

Bei dem Überfall auf die Schwedische Kreditbank im Zentrum der Stadt wurden vier der Angestellten als Geiseln genommen. In den folgenden 131 Stunden der Geiselnahme sei zum ersten Mal – so das Nachrichtenmagazin Der Spiegel im Jahr 2016 unter dem Titel Die Geburt des „Stockholm-Syndroms“ – „über einen schwedischen Kriminalfall quasi live berichtet“ worden. Laut dem Artikelautor Alex Raack prägte der Stockholmer Polizeipsychologe Nils Bejerot den Begriff, wodurch „die ungewöhnliche und verstörende Zuneigung der Geiseln zu den Geiselnehmern“ einen Namen erhalten habe. Allerdings sei er der „höchst komplexen psychopathologischen Ausnahmesituation, in der sich Opfer einer Geiselnahme“ befänden, „nie gerecht“ geworden.
Christian Lüdke und Karin Clemens gaben im Jahr 2001 ihrem Artikel in der Zeitschrift Psychotraumatologie den Titel Abschied vom Stockholm-Syndrom und kamen auf Basis einer umfangreichen Literaturrecherche wissenschaftlicher Publikationen zu der Feststellung, dass „die Frage, ob es das beschriebene ‚Stockholm-Syndrom‘ überhaupt gibt, noch nicht völlig geklärt“ sei. Es sei nicht auszuschließen, dass es sich dabei um eine „Legende“ handle, „die in weiten Teilen mystifiziert wurde“. Auch die American Psychiatric Association (APA) nahm den Begriff nicht in ihre diagnostische Klassifikation auf.

## Begriffskritik
Eine wissenschaftliche Übersichtsarbeit von 2008 kam zu der Erkenntnis, dass trotz breiter medialer Rezeption wenig wissenschaftliches Material zum Begriff des Stockholm-Syndroms existiert. Insbesondere konnten keine eindeutigen Diagnosekriterien ausgemacht werden. Das Stockholm-Syndrom wurde deshalb noch nie im Diagnostic and Statistical Manual of Mental Disorders aufgeführt. Es handelt sich laut Michael Adorjan et al. um kollektive Narrative einer Viktimisierung.
Im allgemeinen Gebrauch fokussiert der Begriff auf eine positiv besetzte Bindung der Geiseln an die Geiselnehmer. Medial wird der Eindruck erweckt, von einer solchen traumabedingten Reaktion seien Geiseln – und unter ihnen bevorzugt Frauen – nicht selten betroffen, obwohl sich dies empirisch nicht belegen lässt. Beispielsweise dokumentierte der Spiegel 2016 in seiner Fotostrecke zum sogenannten Stockholm-Syndrom unter dem Titel Wenn Geiseln Bindungen zu Tätern entwickeln neben vier Fotos aus der Entführung in Stockholm weitere 15 über andere Geiselnahmen, während Lüdke und Clemens wissenschaftsbasiert Zweifel äußerten, dass es das Stockholm-Syndrom überhaupt gibt.
Der Psychologe Freihart Regner, Traumatherapeut und Leiter eines Projekts für traumatisierte Flüchtlinge in Brandenburg, befasst sich bevorzugt mit politisch Verfolgten und Folteropfern. Er benutzt den Begriff Stockholm-Syndrom lediglich andere Autoren zitierend, doch richtet er sein Augenmerk in seiner Kritik an der „Psychodynamik der traumatischen Reaktion“ ebenfalls auf das Phänomen. Eine „phantasmatisch und libidinös besetzte Täterbindung“ könne „nach extremer (politischer) Gewalt auf eher bewußter oder eher unbewußter Ebene in (schwerlich zu quantifizierenden) Ausnahmefällen durchaus auftreten“, doch sie „zum ausschließlichen Wesenskern traumatischer Reaktion zu erklären“ entspreche einer „empirisch hochselektiven Wahrnehmung“.
Alexa Waschkau und ihr Ehemann Alexander widmeten als Betreiber des Themen-Podcasts Hoaxilla im September 2022 ihren 305. Podcast dem Stockholm-Syndrom. Sie werteten wissenschaftliche Literatur und Ermittlungsakten des FBI aus. Sie wiesen darauf hin, dass der Begriff nahezu ausschließlich auf weibliche Opfer einer Geiselnahme angewendet wird und interpretierten dies als Täter-Opfer-Umkehr (Opferbeschuldigung). Es ließen sich zwar Veröffentlichungen finden, die den Begriff scheinbar plausibel begründen, die „evidenzbasierte Psychologie“ widerspreche dem aber. Neben Links zu verschiedenen Publikationen zum Thema wird auf der Website ein YouTube-Video des Kabarettisten Florian Hacke verlinkt, der sich in der 23. Folge seiner Serie Feierabend mit dem Stockholm-Syndrom befasste.

## Symptome
Insbesondere in der Regenbogenpresse wird der Anschein erweckt, es gebe Symptome, die sich zum Stockholm-Syndrom zusammenfassen ließen. Die Cleveland Clinic, ein großes Krankenhaus in Cleveland im US-Bundesstaat Ohio, behauptet auf ihrer Website die Existenz eines Stockholm Syndrome und beruft sich dabei auf drei Veröffentlichungen, die den Begriff im Titel tragen. Der Begriff wird dort auf jegliche Arten psychischer Traumata ausgeweitet, die eine Bindung zwischen Opfer und Täter, auch Traumabindung genannt, bewirke. Außer Sympathie für die Geiselnehmer und Antipathie für die in das Geschehen eingreifende Polizei werden Symptome einer posttraumatischen Belastungsstörung benannt. Über die Ursachen und die Frage, warum manche Geiseln in der beschriebenen Weise reagieren und andere nicht, sei nichts bekannt, und weil es an der Anerkennung als Krankheit mangele, gebe es keine standardisierten Behandlungsempfehlungen. Die Klinik lässt verlauten, bei dem Stockholm Syndrome handle es sich um einen Bewältigungsmechanismus.
Die Angaben der Klinik werden mit wissenschaftlicher Expertise nicht bestätigt: „Vom derzeitigen Forschungsstand kann davon ausgegangen werden, dass es bisher keine empirisch-wissenschaftliche Studie gibt, mit der das sog. ‚Stockholm-Syndrom‘ umfassend erklärt und als Enddiagnose bestätigt werden kann.“ Diese Aussage von Lüdke und Clemens fußt auf einer Literaturrecherche, die im Herbst 2000 am Institut für Klinische Psychologie und Psychotherapie der Universität zu Köln durchgeführt wurde und in die ausschließlich empirisch-wissenschaftliche Studien einbezogen wurden.

„Für den deutschsprachigen Raum wurde keine Studie gefunden, die sich mit einer empirisch-wissenschaftlichen Untersuchung des ‚Stockholm-Syndroms‘ befasst hat. Im englisch-amerikanischen Sprachraum fanden sich zwei Artikel, die den o. g. Kriterien entsprachen; sie beschreiben die Phänomenologie, liefern Faktorenanalysen zur Entstehung des ‚Stockholm-Syndroms‘, die Ergebnisse und hypothetischen Theorien bleiben jedoch nur bedingt aussagefähig. Vom methodischen Ansatz wird nicht zwischen einem hypothesenprüfenden oder hypothesengenerierenden Verfahren differenziert. Hinsichtlich Reliabilität und Validität begründen sie das ‚traumatic bonding‘ oder ‚terror bonding‘ als Synonym für das Stockholm-Syndrom nicht als ein eigenständiges Syndrom. Auch sie kommen nicht zu einer klinischen Enddiagnose  sondern bleiben bei einem Zwischenschritt des beschriebenen Phänomens stehen.“

Nach Lüdke und Clemens wären zu den „beobachtbaren und diagnostizierten Kernsymptomen“ des Stockholm-Syndroms, das sie konsequent in Anführungszeichen setzen, Intrusionen, emotionale Taubheit, Dissoziation und Übererregungssymptome zu zählen, die allerdings „eher an ein erzwungenes Bindungstrauma oder ein Viktimisierungstrauma“ als an ein Syndrom denken ließen.
Im Lehrbuch der Psychotraumatologie von Gottfried Fischer und Peter Riedesser ist das Stockholm-Syndrom nicht verschlagwortet.

## Ursachen
Obwohl die Cleveland Clinic entgegen allen bekannten diagnostischen Klassifikationssystemen den Begriff und die Existenz eines solchen Syndroms anerkennt und auf ihrer Website Informationen darüber zusammenstellt, bleiben Aussagen über mögliche Ursachen vage und unbelegt. Es könne sich um eine von unseren Vorfahren erlernte Technik handeln: Die Bindung an die Geiselnehmer erhöhe die eigenen Überlebenschancen. Evolutionspsychiatern zufolge handle es sich um eine natürliche menschliche Eigenschaft („natural human trait“). Ebenfalls ohne Beleg und namentlich nicht kenntlich wird eine zweite „Theorie“ erwähnt, der zufolge Menschen in Gefangenschaft ihre Gefühle der jeweiligen Situation anzupassen pflegten. Würde ihnen freundlich begegnet, entwickle sich Mitgefühl mit dem Täter, verletze er sein Opfer nicht, reagiere es mit Dankbarkeit. Kooperation könne die eigene Sicherheit gewährleisten.
Trotz aller Zweifel am Stockholm-Syndrom aus wissenschaftlicher Perspektive äußern sich auch den Begriff ablehnende Autorinnen und Autoren zur Frage, wie eine Täterbindung, wenn sie denn fachlich fundiert festzustellen wäre, entstehen könnte.
Für die Frage nach den Ursachen wird zuweilen auf den psychoanalytischen Begriff der Identifikation mit dem Aggressor zurückgegriffen, obwohl andere Autoren, wie Regner erwähnt, eher den Abwehrmechanismus der Introjektion am Werk sehen. Er zitiert Reddemann und Sachsse, die sich aus ihrer klinischen Erfahrung bereits 1998 gegen die Annahme einer libidinösen Besetzung von „Täterintrojekten“ etwa im Sinne eines Stockholm-Syndroms aussprachen:

„Es entspricht durchaus nicht unserer klinischen Erfahrung, daß alle traumatisierten Patientinnen und Patienten Täterintrojekte libidinös besetzen. Sehr viel häufiger beobachten wir eine aus realer Todesangst entstandene, hoch defensive narzißtische Besetzung des Selbst bei gleichzeitigem mörderischem Haß sowohl des Täterintrojekts auf das Selbst als auch des Selbst auf das Täterintrojekt.“

Auch bleibt Regner zufolge, der sich in seiner Abhandlung „kritisch mit einem tiefenpsychotraumatologischen Modell“ auseinandersetzt, demzufolge es zu einer „Liebesbeziehung“ zum Täter komme, grundsätzlich „diskussionswürdig, was in diesem Zusammenhang und überhaupt unter ‚Libido‘ bzw. ‚Liebe‘ zu verstehen wäre“.
Als Germanist und Kognitionswissenschaftler bringt Fritz Breithaupt die Ursachen des Stockholm-Syndroms, das er nicht hinterfragt, mit dem Begriff der Empathie in Verbindung – in seinem populärwissenschaftlichen Buch Die dunklen Seiten der Empathie. Mit seinem Buch wolle Breithaupt „die problematischen Aspekte des ›homo empathicus‹ betonen“, denn Empathie könne „zum Selbstverlust führen“, tendiere zu einem „Freund-Feind-Denken“ und werde „regelmäßig mit bloßer Identifikation verwechselt“. In einem Interview auf SWR2 bezeichnete Breithaupt Empathie als eine Art „sechster Sinn“.

„Das sogenannte Stockholm-Syndrom, dieses Geiselnehmer-Syndrom, in denen sich Geiseln zu sehr identifiziert haben mit den Geiselnehmern und ihr eigenes Ich dabei verloren gegangen ist, auch noch lange nach der Geiselsituation hinaus. Auch das ist ein Phänomen von Empathie. Man verliert sich im anderen.“

In milderen Fällen könne laut Breithaupt das Mitleiden „bedeuten, dass man manipuliert“ werde, „im schlimmsten Fall, dass man sich vollständig im anderen verliert wie beim Stockholm-Syndrom“.
Lüdke und Clemens, die die Frage eines Abschieds von der in diesem Begriff gefassten, scheinbaren Diagnose aufwerfen und alternativ eine Erforschung dessen anmahnen, was unter dem Stockholm-Syndrom gemeinhin verstanden wird, sehen in der Parteinahme für die Täter und einer Identifizierung mit ihnen den ursächlichen „Versuch der ‚Reparation‘ des zerstörten Selbstverständnisses, insbesondere bzgl. der Fähigkeiten zur Selbstbestimmung und Selbstverteidigung“. Das könne im Sinne einer Introjektion „zu einer Selbstaufgabe zugunsten des Täters führen“ und in der Folge zu einer „Übernahme von Weltbild, Ideologie etc.“ der Täter, „um so besser geschützt überleben zu können“.

## Die Person hinter dem Syndrom
Für die Etablierung des Begriffs Stockholm-Syndrom wurde in erster Linie Kristin Enmark – in jenen Tagen 23 Jahre alt und damit die jüngste der vier Geiseln – und ihr Verhalten während und nach der Geiselnahme verwendet. Sie habe während der Geiselnahme „eine besondere Beziehung“ zu Clark Olofsson aufgebaut, der von dem Geiselnehmer Jan Erik Olsson aus dem Gefängnis freigepresst und in die Bank gebracht wurde. Den Kontakt zu ihm habe sie auch nach der Geiselnahme aufrechterhalten, ihn im Gefängnis besucht und „eine kurze Beziehung“ zu ihm gehabt. Auch danach habe Briefkontakt bestanden. Die schwedische Boulevardzeitung Aftonbladet erwähnte Enmark nicht mehr, als sie im August 2018 über Olofsson berichtete, nachdem er im Anschluss an seine Haft in Belgien nach Schweden zurückgekehrt war. Olofsson habe sich in Interviews wiederholt über die Fehler der Polizei geäußert. Später habe sich herausgestellt, dass die Geiselnahme gemeinsam mit Olsson geplant war, um aus dem Gefängnis zu entkommen. Olofsson habe die Rolle eines Unterhändlers eingenommen, um ein Blutvergießen zu verhindern.
Im schwedischen Hörfunk äußerte sich Kristin Enmark 2013 über ihr seinerzeitiges Verhalten verblüfft. Seltsames geschehe mit der eigenen Moral, den Werten und dem Sinn für Recht und Unrecht, wenn man auf eine solche Weise eingesperrt sei, sagte sie im Interview.
42 Jahre nach der Geiselnahme schrieb Enmark 2015 ein Buch, in dem sie das Erlebte aus ihrer Sicht darlegte. Es trägt den Titel Jag blev Stockholmssyndromet („Ich wurde das Stockholmsyndrom“) und ist bisher nicht in andere Sprachen übersetzt. Die Idee zu dem Buch hatte der Journalist und Autor Gunnar Wesslén, der es auch herausgab.
Die schwedische Zeitung Norran berichtete nach Erscheinen des Buchs aus einem Interview mit der Autorin. Um das Geschehen und seine Folgen zu verarbeiten, habe sie eine Therapie gemacht, doch ihre Angst habe sie nicht überwunden. Von den Geiselnehmern in den Tresorraum der Bank verbracht, wurden sie dort von der Polizei eingesperrt, wo sie 13 Stunden in Dunkelheit, auf nassem Fußboden und ohne Essen und Trinken verbringen mussten. Dennoch sei niemand in Panik geraten. Sie habe auch heute noch einige Kritik an der Polizei, denn beispielsweise verursache das ansonsten zur Schädlingsbekämpfung eingesetzte und damals in den Tresorraum eingeleitete Gas nach 15 Minuten dauerhafte Hirnschäden. Weil die Polizei so unkoordiniert gehandelt habe, hätten die Geiseln mit der Zeit mehr Angst vor der Polizei als vor den Geiselnehmern bekommen. Heute habe sie durchaus Respekt vor der Polizei, doch damals hätte man wohl nicht gewusst, wie mit einer solchen Situation umzugehen sei. Auch habe man sie, wie Enmark beiläufig im Interview bei Norran kritisierte, als ein Mädchen aus dem kleinen Ort Finnforsfallet („en flicka från Finnforsfallet“) eine Stunde lang mit Olof Palme, dem damaligen schwedischen Ministerpräsidenten, telefonieren lassen. Zuvor hatte Olsson, wie Der Spiegel berichtete, Palme angerufen und mit dem Tod der Geiseln gedroht. Später rief er ihn erneut an, ließ diesmal jedoch Enmark mit ihm sprechen. Sie habe Palme vorgeworfen, mit dem Leben der Geiseln zu spielen. Zeitungen und Fernsehsender hätten damals, so der Spiegel 2016, den Inhalt des Gesprächs zwischen Enmark und Palme verbreitet.
Den Begriff des Stockholm-Syndroms hält Enmark für verfehlt. Er werde den Geiseln nicht gerecht und solle Kritik an der Polizei verhindern. Nach der Einleitung des Gases ergaben sich die Geiselnehmer. Nach ihrer Befreiung seien die Geiseln in eine psychiatrische Klinik gebracht worden, in der ihr allerdings viele Vorurteile begegnet seien. Die erste und scheinbar wichtigste Frage war die, ob sie sich in Olofsson verliebt hätte. In der Folgezeit habe sie Albträume gehabt und Drohbriefe erhalten. Sie habe sich zurückgezogen und die Medien gemieden. Die Bank habe sie verlassen, weil sie zu viel Angst gehabt habe.
Der Spiegel berichtete, Enmark habe nach ihrer Kündigung in der Bank Soziologie studiert und danach in der Drogenhilfe gearbeitet. Inzwischen sei sie Psychotherapeutin. Im Interview habe sie mitgeteilt, seit 43 Jahren mit der Verarbeitung des Geschehens befasst zu sein. Es sei nicht „überwunden“, weil man ihr „mit dem Stockholm-Syndrom lieber einen Stempel aufdrückte, statt wirklich zu verstehen, was damals eigentlich passierte“.

## Mediale Verarbeitung
In John McTiernans Actionfilm Stirb langsam (1988), in dem Gangster zahlreiche Geiseln in einem Hochhaus genommen haben, bezeichnet ein Experte während eines Fernsehinterviews das Phänomen, bei dem Geiseln ein positives emotionales Verhältnis zu ihren Entführern aufbauen, fälschlich als „Helsinki-Syndrom“. Als der Nachrichtensprecher beim Experten nachfasst „So wie Helsinki, Schweden?“, antwortet der Experte „Nein, Finnland“.
In der spanischen Fernsehserie Haus des Geldes (2017–2021) erhielt eine von Esther Acebo gespielte Geisel, die sich in einen ihrer Geiselnehmer verliebte, den Namen „Stockholm“.
2019 wurde der Film Die Stockholm Story veröffentlicht, der sich zwar auf die Ereignisse vom August 1973 bezieht, die Beziehung zwischen Opfer und Täter jedoch unter anderem durch geänderte Namen verfremdet.